# Pica, Chile
Pica este un târg și comună din provincia Tamarugal, regiunea Tarapacá, Chile, cu o populație de 4.013 locuitori (2012) și o suprafață de 8934,3 km2.